# André Göransson
André Göransson (nacido el 30 de abril de 1994) es un tenista profesional de Suecia, nacido en Räng Parish.

## Carrera
Su mejor ranking individual es el Nº 773 alcanzado el 25 de septiembre de 2017, mientras que en dobles logró la posición 81 el 17 de febrero de 2020.
Ganó su primer título en dobles junto con Christopher Rungkat en el torneo de Pune en el 2020.

## Títulos ATP (3; 0+3)

### Dobles (3)
| Leyenda                   |
| Grand Slam (0)            |
| ATP World Tour Finals (0) |
| ATP Masters 1000 (0)      |
| ATP World Tour 500 (1)    |
| ATP World Tour 250 (2)    |

| No. | Fecha                | Torneo  | Superficie    | Pareja              | Oponentes en la final             | Resultado        |
| --- | -------------------- | ------- | ------------- | ------------------- | --------------------------------- | ---------------- |
| 1.  | 9 de febrero de 2020 | Pune    | Dura          | Christopher Rungkat | Jonathan Erlich Andrei Vasilevski | 6-2, 3-6, [10-8] |
| 2.  | 21 de julio de 2024  | Newport | Hierba        | Sem Verbeek         | Robert Cash James Tracy           | 6-3, 6-4         |
| 3.  | 20 de abril de 2025  | Múnich  | Tierra batida | Sem Verbeek         | Kevin Krawietz Tim Puetz          | 6-4, 6-4         |

#### Finalista (4)
| N.º | Fecha                 | Torneos     | Superficie    | Pareja            | Oponentes en la final              | Resultado         |
| --- | --------------------- | ----------- | ------------- | ----------------- | ---------------------------------- | ----------------- |
| 1.  | 28 de mayo de 2021    | Belgrado II | Tierra batida | Rafael Matos      | Jonathan Erlich Andrei Vasilevski  | 4-6, 1-6          |
| 2.  | 26 de febrero de 2022 | Santiago    | Tierra batida | Nathaniel Lammons | Rafael Matos Felipe Meligeni Alves | 6-7(8), 6-7(3)    |
| 3.  | 1 de mayo de 2022     | Estoril     | Tierra batida | Máximo González   | Nuno Borges Francisco Cabral       | 2-6, 3-6          |
| 4.  | 29 de julio de 2024   | Atlanta     | Dura          | Sem Verbeek       | Nathaniel Lammons Jackson Withrow  | 6-4, 4-6, [10-12] |

## Títulos ATP Challenger (11; 0+11)

### Dobles (11)
| N.° | Fecha                   | Torneo                  | Superficie    | Pareja             | Oponentes en la final                     | Resultado           |
| --- | ----------------------- | ----------------------- | ------------- | ------------------ | ----------------------------------------- | ------------------- |
| 1.  | 1 de octubre de 2017    | Challenger de Tiburon   | Dura          | Florian Lakat      | Marcelo Arévalo Miguel Ángel Reyes-Varela | 6-4, 6-4            |
| 2.  | 28 de julio de 2018     | Challenger de Tampere   | Tierra batida | Markus Eriksson    | Iván Gájov Alexander Pavlioutchenkov      | 6-3, 3-6, [10-7]    |
| 3.  | 23 de febrero de 2019   | Challenger de Morelos   | Dura          | Marc-Andrea Hüsler | Gonzalo Escobar Luis David Martínez       | 6-3, 3-6, [11-9]    |
| 4.  | 27 de julio de 2019     | Challenger de Granby    | Dura          | Sem Verbeek        | Zhe Li Hugo Nys                           | 6-2, 6-4            |
| 5.  | 7 de septiembre de 2019 | Challenger de Cassis    | Dura          | Sem Verbeek        | Sander Arends David Pel                   | 7-6(6), 4-6, [11-9] |
| 6.  | 23 de enero de 2021     | Challenger de Estambul  | Dura          | David Pel          | Lloyd Glasspool Harri Heliövaara          | 4-6, 6-3, [10-8]    |
| 7.  | 8 de mayo de 2021       | Challenger de Biella 5  | Tierra batida | Nathaniel Lammons  | Rafael Matos Felipe Meligeni Alves        | 7-6(3), 6-3         |
| 8.  | 13 de agosto de 2022    | Challenger de Chicago   | Dura          | Ben McLachlan      | Evan King Mitchell Krueger                | 6-4, 6-7, [10-5]    |
| 9.  | 20 de agosto de 2022    | Challenger de Vancouver | Dura          | Ben McLachlan      | Treat Huey John-Patrick Smith             | 7-6, 6-7, [11-9]    |
| 10. | 6 de enero de 2023      | Challenger de Canberra  | Dura          | Ben McLachlan      | Andrew Harris John-Patrick Smith          | 6-3, 5-7, [10-5]    |
| 11. | 25 de febrero de 2023   | Challenger de Monterrey | Dura          | Ben McLachlan      | Luis David Martínez Cristian Rodríguez    | 6-3, 6-4            |